# Flughafen El Golea

i7
i11
i13
Der Flughafen El Golea (französisch Aéroport National El Golea, arabisch مطار المنيعة, DMG Maṭār al-Manīʿa, IATA-Code: ELG, ICAO-Code: DAUE) ist ein nationaler Flughafen in unmittelbarer Nähe zum Stadtgebiet von El Golea in Algerien. Am südlichen Ende der Hauptstart- und -landebahn befindet sich die unbefestigte Piste RWY 10/28, sie endet direkt an der Bebauungsgrenze der Siedlung und wurde stillgelegt.

## Fluggesellschaften und Ziele
Die einzige Fluggesellschaft, die regionale Linienflüge von und zum Flughafen El Golea anbietet, ist Air Algérie. Die Flugziele sind Algier und Tamanrasset.